# Myomyrus pharao
Myomyrus pharao är en fiskart som beskrevs av Max Poll och Taverne, 1967. Myomyrus pharao ingår i släktet Myomyrus och familjen Mormyridae. IUCN kategoriserar arten globalt som sårbar. Inga underarter finns listade i Catalogue of Life.